# Elezioni legislative nei Paesi Bassi del 1956
Le elezioni legislative nei Paesi Bassi del 1956 si tennero il 13 giugno per il rinnovo della Tweede Kamer.

## Risultati
| Liste                                           | Voti      | %     | Seggi |
| ----------------------------------------------- | --------- | ----- | ----- |
| Partito del Lavoro                              | 1 872 209 | 32,69 | 50    |
| Partito Popolare Cattolico                      | 1 815 310 | 31,69 | 49    |
| Partito Anti-Rivoluzionario                     | 567 535   | 9,91  | 15    |
| Partito Popolare per la Libertà e la Democrazia | 502 530   | 8,77  | 13    |
| Unione Cristiana-Storica                        | 482 918   | 8,43  | 13    |
| Partito Comunista dei Paesi Bassi               | 272 054   | 4,75  | 7     |
| Partito Politico Riformato                      | 129 517   | 2,26  | 3     |
| Alleanza Politica Riformata                     | 37 206    | 0,65  | –     |
| Unione Nazionale                                | 28 960    | 0,51  | –     |
| Unione Opposizione Nazionale                    | 19 503    | 0,34  | –     |
| Totale                                          | 5 727 742 | 100   | 150   |